# Ctenidium serratifolium
Ctenidium serratifolium är en bladmossart som beskrevs av Brotherus 1908. Ctenidium serratifolium ingår i släktet Ctenidium och familjen Hypnaceae. Inga underarter finns listade i Catalogue of Life.